# William A. Carroll
William A. Carroll (Nova Iorque, Nova Iorque, 1876 – Glendale, Califórnia, 26 de janeiro de 1928) foi um ator norte-americano da era do cinema mudo. Ele estrelou 140 filmes entre 1911 e 1927.

## Filmografia selecionada
- Snowbound (1927)
- The Screaming Shadow (1920)
- The Lion Man (1919)
- The Trail of the Octopus (1919)
- A Beast at Bay (1912)
- The Lesser Evil (1912)

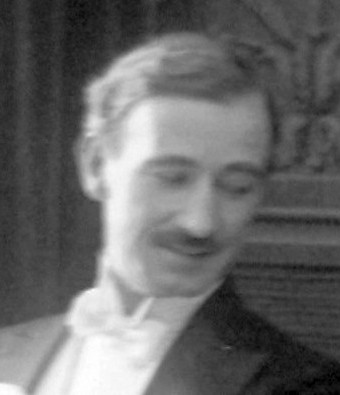
William A. Carroll (1916)

- One Is Business, the Other Crime (1912)
- The Goddess of Sagebrush Gulch (1912)